# Valentina Gardellin
Valentina Gardellin (Venezia, 13 febbraio 1970) è un'ex cestista italiana.

## Carriera
Con l'Italia ha disputato Giochi olimpici di Atlanta 1996 e due edizioni dei Campionati europei (1995, 1997).